# Raid sur Gênes
Guerres de la Révolution française
Le raid sur Gênes désigne une bataille navale entre la Royal Navy et la marine révolutionnaire française qui s'est déroulée dans le port de Gênes le 5 octobre 1793 : une escadre britannique capture deux tartanes et une frégate française malgré la neutralité du port, et massacre l'équipage de cette dernière.

## Contexte
Après la Révolution française, les guerres de la Révolution française éclatent. Les forces britanniques font le siège de Toulon en accord avec les fédéralistes, et les forces navales françaises se réfugient dans des ports neutres tout autour de la mer Méditerranée, comme le font les frégates Modeste à Gênes et Impérieuse à Livourne. Les Britanniques, soucieux de la menace que posent ces navires français, envoient une escadre aux ordres du contre-amiral John Gell (en) afin de neutraliser la menace.

## Déroulement
Le 5 octobre 1793, l'escadre arrive à Gênes et trouve la frégate Modeste et deux tartanes dans le port. Trois navires britanniques arment des chaloupes chargées d'aborder les navires français, malgré la neutralité du port italien. Les équipages français résistent, mais les Britanniques réussissent à capturer les trois navires sans subir aucune perte : ils massacrent l'équipage de la frégate, tuant 47 hommes. Le reste de l'équipage réussit à fuir à la nage.

## Conséquences
La faction républicaine étant fortement présente à Gênes, cette action ne reste pas sans conséquences : la république de Gênes rompt ses relations diplomatiques avec l'Empire britannique et 5 000 hommes de troupes autrichiens destinés à les soutenir dans le siège de Toulon ne peuvent embarquer. Le 17 décembre, un assaut républicain final permet de déloger les forces alliées de Toulon.